# Виноградов, Евгений Александрович
Евгений Александрович Виноградов (род. 14 сентября 1979, Москва) — театральный деятель, главный художник по свету театра «Ленком» и электротеатра Станиславский, член Союза театральных деятелей России, лауреат премии «Золотая маска».

## Биография
Евгений Виноградов родился 14 сентября 1979 года в Москве.
1994—1998 гг. учился в Театральном художественно-техническом колледже по специальности «Светорежиссура» (руководитель курса Черток Александр Абрамович).
В 2006 году окончил Школу-Студию МХАТ им. В. И. Немировича-Данченко (постановочный факультет, мастерская Дамира Исмагилова). Как художник по свету оформил более 90 спектаклей. Работал в МХТ имени А. П. Чехова, Студии Театрального Искусства, «Ленкоме», в театре «Et cetera», Мастерской Олега Кудряшова, Мастерской Петра Фоменко, Театре наций, Московском и Санкт-Петербургском ТЮЗе, Театре Наций, Екатеринбургском театре оперы и балета, Омском Академическом театре Драмы, Бурятском театре Оперы и Балета, Хабаровском театре Музыкальной Комедии, Новосибирском Академическом молодежном театре «Глобус», Пермском академическом Театре «Театр», Российском Академическом Молодежном Театре, «Современнике», БДТ имени Г. Товстоногова, Центре драматургии и режиссуры Алексея Казанцева и Михаила Рощина, и многих других.
Преподаёт в Школе-студии МХАТ на постановочном факультете и в Театральном художественно-техническом колледже на отделении «Светорежиссура». Работает художником по свету на режиссёрском факультете Российского института театрального искусства — ГИТИС.
Участвовал в создании светового оформления экспозиции Школы-Студии МХАТ на международной выставке Пражское квадриенале-2006.
Участвовал в выставке «ПОСТ.ФАК -Т» выпускников и студентов постановочного факультета Школы-студии МХАТ (2012).
Участвовал с персональной экспозицией своих работ на семинаре «Художественно-световой образ спектакля» (Новый Уренгой, 2013).
В 2011 году стал главным художником по свету театра «Ленком» в Москве.
С 2013 году также главный художник по свету Электротеатра Станиславский в Москве.

#### Театральные работы
- «До третьих петухов», театр «Надежда» Россия, Johann-Gottfried-Herder гимназия Германия, реж. К. Корниенко
- «Алые паруса», театр «Надежда» Россия, Johann-Gottfried-Herder гимназия Германия, реж. К. Корниенко
- «Wit», РАТИ—ГИТИС, курс Захарова, реж. А. Потапова
- «Об-ло-мов-щина…», «Студия театрального искусства», реж. Г. Сидаков
- «Как вам это понравится», «Студия театрального искусства», реж. А. Коручеков
- «Мальчики», «Студия театрального искусства», реж. С. Женовач
- «Поздняя любовь», Мастерская Сергея Женовача, реж. У. Баялие
- «Бытие № 2», театр «Doc», театр «Практика», реж. В. Рыжаков
- «Marienbad», «Студия театрального искусства», реж. Е. Каменькович
- «Ехай», РАТИ—ГИТИС, Курс Сергея Женовача, реж. А. Имамова
- «Плоды просвещения», Учебный театр Щукинского театрального училища, реж. М.Борисов «Баллада о несчастливом кабачке», Американская студия МХАТ, реж. В. Хлевинский
- «Синбад-Мореход», Новый драматический театр, реж. В. Долгачев
- «Три сестры», Школа-Студия МХАТ, курс И.Золотовицкого, реж. Р. Овчинников
- «Героические деяния и речения доблестных Пантагрюэля и Панурга», Центр драматургии и режиссуры, на сцене культурного центра им. В.Высоцкого, реж. О. Юмов
- «Ночь ошибок», Театр русской драмы, Уфа, реж. У. Баялиев
- «Стеклянный зверинец», Омский Академический театр драмы, реж. П. Зобнин
- «Чайка», РАТИ—ГИТИС, курс Захарова реж. С. Филиппов
- «Барабаны в ночи», Et Cetera под рук. А. Калягина, реж. У. Баялиев
- «Трактирщица», Театр Юного Зрителя, Екатеринбург, реж. О. Юмов
- «Месяц в деревне», РАТИ—ГИТИС, Курс М.Захарова, реж. В. Тыщук
- «Я — Пулемётчик», Центр драматургии и режиссуры, на сцене Театр.doc, реж. И. Керученко
- «Прошлым летом в Чулимске», Кемеровский областной театр, реж. П. Зобнин
- «Макбет», Учебный театр Щукинского театрального училища, реж. А. Коручеков
- «Чайка», Ставропольский драматический театр, реж. С. Филиппов,
- «Максар. Степь в крови», Бурятский драматический театр, Улан-Удэ, реж. О. Юмов

## Признание
- Номинация на «Золотую маску» в сезоне 2010/2011 со спектаклем «Возвращение» Новосибирского академического молодёжного театра «Глобус».
- Лауреат премии «Музыкальное сердце театра» за лучшее световое оформление (спектакль «Алые паруса», Пермский академический театр «Театр», 2012).
- Лауреат премии «Золотая маска» за лучшую работу художника по свету, спектакль «Сатьяграха» Екатеринбургского театра оперы и балета[1].